# Maria Kraus-Boelté

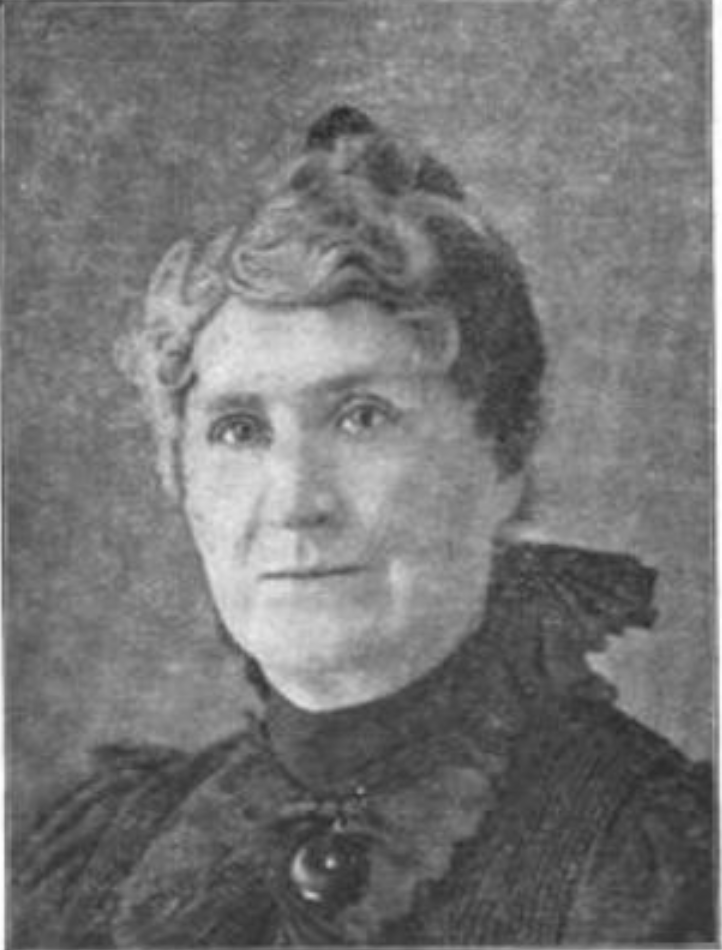
Maria Kraus-Boelté (1898)

Maria Kraus-Boelté (* 8. November 1836 in Hagenow als Maria Bölte; † 1. November 1918 in Atlantic City (New Jersey)) war eine deutsch-amerikanische Pädagogin. Sie gilt als Pionierin der von Friedrich Fröbel inspirierten Kindergarten-Bewegung in den Vereinigten Staaten.

## Leben und Werk
Maria Bölte stammte aus einer angesehenen Juristenfamilie in Mecklenburg-Schwerin. Ihre Eltern waren (Johann) Ernst (Georg) Bölte und dessen Frau Louise, geb. Ehlers, Tochter des Hofrats und Bürgermeisters von Neubukow August Ehlers. Ernst Bölte war Rechtsanwalt und Notar sowie zeitweilig Bürgermeister in Hagenow.
Maria Bölte wurde zu Hause privat erzogen. Als junge Frau begann sie sich auf Anregung ihrer Tante, der Schriftstellerin Amely Bölte, für die Gedanken Friedrich Fröbels zu interessieren und lernte zwei Jahre in Hamburg bei Luise Fröbel, seiner Witwe. Anschließend unterrichtete sie vier Jahre lang in England in dem von Johannes Ronge und seiner Frau Bertha gegründeten Kindergarten. Einige Arbeiten ihrer Schüler wurden auf der Weltausstellung London 1862 gezeigt. 1867 kehrte sie nach Hamburg zurück und eröffnete kurz darauf einen Kindergarten in Lübeck.
Sie begann eine Korrespondenz mit dem Deutsch-Amerikaner John Kraus, der einen Kindergarten in Washington, D.C. eingerichtet hatte. 1871 wurde sie von Elizabeth Peabody eingeladen, nach New York City zu kommen und dort mit Kraus einen Kindergarten zu betreiben. Bölte kam 1872 über London nach New York. Im Jahr darauf heiratete sie John Kraus. Finanziert von Elizabeth Peabody, betrieb das Paar ab 1873 nicht nur einen Modell-Kindergarten, sondern gab auch Kurse für Mütter und ein Seminar für angehende Erzieherinnen. Als Grundlage ihrer Arbeit veröffentlichten sie 1877 den zweibändigen The Kindergarten Guide, der 1905 neu aufgelegt wurde und als Klassiker der amerikanischen Kindergarten-Literatur gilt.
Ihr Seminar wurde zu einem Zentrum der Fröbelschen Ideen in den USA und hatte bedeutenden Einfluss auf die Entwicklung der Kindergärten, insbesondere durch Kraus-Boeltés persönliche Verbindung mit Luise Fröbel. Mehrere Hundert Kindergärtnerinnen wurden in einem einjährigen Kursus am Seminar ausgebildet, auf den ein einjähriges Praktikum folgte, und Generationen von Kindern gingen durch den angeschlossenen Kindergarten.
John Kraus starb 1896, und Maria Kraus-Boelté setzte die Arbeit zunächst allein fort. Sie war Präsidentin der Kindergarten-Abteilung der National Education Association von 1899 bis 1900. Drei Jahre später überzeugte sie die pädagogische Abteilung (School of Education) der New York University, den allerersten Kursus auf College-Niveau als Teil ihres Sommerprogramms einzurichten. Sie selbst unterrichtete hier bis 1907.
1913 ging sie in den Ruhestand. Maria Kraus-Boelté starb im November 1918 in Atlantic City und wurde auf dem Woodlawn Cemetery in New York beigesetzt.

## Schriften

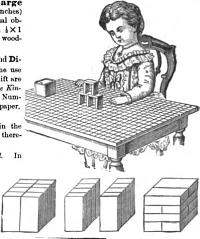
Mädchen mit Bausteinen aus dem Kindergarten guide

- Maria Kraus-Boelté und John Kraus: The kindergarten guide. An illustrated hand-book, designed for the self-instruction of kindergartners, mothers, and nurses.
First Volume: The Gifts. New York: E. Steiger 1877 (Digitalisat); 2. Auflage 1892 (Digitalisat); Nachdruck: Kindergarten Messenger (January, 2001)
Second Volume: The Occupations.
- Article in The kindergarten and its relation to elementary education. (Chicago 1907)
- Characteristics of Froebel's Method, Kindergarten Training. In: Foster Wygant: Art in American Schools in the Nineteenth Century. (Cincinnati 1983) – facsimile of NEA Proceedings (1879)

Einige ihrer Schriften finden sich im Archiv der Association of Childhood Education International:
- The Kindergarten and the Mission of Woman. My experience as trainer of kindergarten-teachers in this country. An address. Maria Kraus-Boelté, 1877 (Als Broschüre veröffentlicht von E.Steiger)
- An Interpretation of Some of the Froebelian Kindergarten Principles. Maria Kraus-Boelté, 1907

Ein Teilnachlass befindet sich im Archiv der Cincinnati Kindergarten Association.